# U 393
U 393 war ein deutsches Unterseeboot des Typs VII C, ein so genanntes „Atlantikboot“. Es wurde durch die Kriegsmarine während des U-Boot-Krieges im Zweiten Weltkrieg hauptsächlich zu Testzwecken als sogenanntes „Erprobungsboot“ in der Ostsee eingesetzt.

## Technische Daten
Bereits seit 1935 wurde die Deutschen Werft in Kiel mit dem Bau von U-Booten für die deutsche Reichsmarine beauftragt – zunächst noch unter Geheimhaltung. Nach Kriegsbeginn erhielt die Werft von der Kriegsmarine dann größere Bauaufträge, die einen jährlichen Ausstoß von zwölf Booten des Typs VII C vorsahen. Ein solches Boot war 67 m lang und hatte unter Wasser eine Verdrängung von 865 m³. Der Antrieb erfolgte durch zwei Dieselmotoren, die über Wasser eine Geschwindigkeit von 17 kn (31,6 km/h) ermöglichten. Zwei Elektromotoren ermöglichten dem Boot bei Unterwasserfahrt eine Geschwindigkeit von 7 kn (12,6 km/h). Üblicherweise führte ein VII C-Boot 14 Torpedos mit sich. Wie die meisten deutschen U-Boote seiner Zeit trug auch U 393 ein bootsspezifisches Zeichen am Turm. Es handelte sich um die Darstellung eines beleibten Mannes mit Spitzbart und Turban. Das Symbol wurde in Anlehnung an den Codenamen der U-Booterprobungsgruppe ausgewählt, der U 393 für einen erheblichen Teil seiner Dienstzeit angehörte: „Gruppe Sultan“.

## Einsatz und Geschichte
U 393 wurde im November 1943 mit einem neuartigen Unterwasser-Ortungsgerät ausgestattet. Das Boot wurde einer U-Bootgruppe – der „Gruppe Sultan“ – zugeteilt, die diese Geräte in der Ostsee testen sollten. Die Erprobung fand in den Gewässern um Bornholm statt. Bei Aufenthalten im Hafen von Rønne auf Bornholm deckten die Angehörigen der Besatzung sich regelmäßig mit Lebensmitteln ein, beispielsweise mit Eiern. Das Bootssymbol, der „Sultan“ wurde entsprechend um ein großes Ei im Hintergrund erweitert. Bis zum Oktober 1944 unterstand U 393 der 5. U-Flottille, einer Ausbildungsflottille, die in Kiel stationiert war.  Im Anschluss wurde das Boot der in Memel stationierten 24. U-Flottille als Erprobungsboot unterstellt, gleichzeitig übernahm Walter Zenker das Kommando über U 393. Im April 1945 erhielt Friedrich-Georg Herrle das Kommando, der zuvor U 307 und U 312 kommandiert hatte.

### Verlust des Bootes
Das Boot wurde am späten Nachmittag des 4. Mai 1945 vor Holnis im Verlauf eines Luftangriffs durch Flugzeuge der United States Army Air Forces am Turm durch Artillerie und Raketentreffer beschädigt. Es gelang dem Boot abzutauchen und unter Wasser den Gegnern zu entkommen. Infolge des Angriffs waren allerdings Kommandant Herrle und Bootsmaat Schneider ums Leben gekommen. Bei einsetzender Dunkelheit tauchte das Boot wieder auf und fuhr auf Anweisung der U-Bootführung in die Geltinger Bucht. Am folgenden Tag versenkte die Besatzung das Boot in der Geltinger Bucht. Es kam in diesen letzten Kriegstagen zu zahlreichen Selbstversenkungen deutscher U-Boote infolge des Regenbogen-Befehls. Die ursprüngliche Annahme, das Boot sei durch einen koordinierten Angriff mehrerer Bristol Beaufighter der 236. und der 254 Squadron der Royal Air Force beschädigt worden, gilt inzwischen als widerlegt. Dieser Angriff hatte U 2351 gegolten.